# Kostel svatého Michaela archanděla (Libkovice)
Kostel svatého Michaela v Libkovicích byl novorenesanční stavbou z konce 19. století. Zbořen byl jako poslední pozůstatek zástavby Libkovic v roce 2002. Býval (pod názvem původního kostela, na jehož místě stál) chráněn jako Kulturní památka České republiky.

## Historie
Původní kostel v Libkovicích stával již ve 14. století, a býval zasvěcen sv. Mikuláši. Tehdy byl uváděn coby farní kostel. V pozdější době se Libkovice staly filiálkou farnosti Mariánské Radčice, spravované oseckými cisterciáky. Zřejmě v 19. století byl tento původní kostel zbořen.
V letech 1893–1895 dal nový kostel na místě původního vybudovat tehdejší osecký opat Meinrad Siegl. Patrocinium kostela bylo změněno na zasvěcení sv. Michaelovi. Stavba byla provedena ve stylu pseudorenesance. I přes vybudování kostela zůstaly Libkovice součástí mariánskoradčické farnosti. Při likvidaci obce kvůli těžbě uhlí začátkem 90. let 20. století byl kostel ušetřen, a stál až do roku 2002. V roce 2002 byl již kostel ve špatném stavu a bez střechy, a proto byl zbořen.

## Varhany
V kostele byly varhany z roku 1884 od varhanáře Antona Fellera z Libouchce. Varhany sloužily svému účelu až do roku 1987. Před demolicí kostela byly varhany přesunuty do kostela svaté Maří Magdalény v Mařenicích (okres Česká Lípa).